# قالمیقستان ۲۲۸۷
سیارک ۲۲۸۷ (به انگلیسی: 2287 Kalmykia، نامگذاری:1977QK3) دو هزار و دویست و هشتاد و هفتمین سیارک کشف شده‌است که در ۲۲ اوت ۱۹۷۷ کشف شد.
قدر مطلق سیارک برابر ۱۳٫۰۰ است.